# 阿穆尔河畔尼古拉耶夫斯克机场
阿穆尔河畔尼古拉耶夫斯克机场，或廟街機場，是一座位于俄远东哈巴罗夫斯克边疆区城市阿穆尔河畔尼古拉耶夫斯克（庙街）的机场。